# مبنى المالية (أملج)
مبنى المالية هو مبنى اثري في المنطقة التاريخية من مدينة أملج الواقعة بمنطقة تبوك شمال السعودية وقد تم انشاؤه عام 1343 هـ الموافق 1924 م .

## الوصف
يعتبر مبنى المالية هو أحد المعالم القديمة البارزة في مدينة أملج كما يطل مباشرة على شاطىء البحر الأحمر و مبني على شكل مستطيل و يقدر طول واجهته الرئيسية عشرة أمتار بينما العرض 13 متر و الارتفاع 7.5 متر.
يتكون المبنى من طابقين ولديه بوابة واحدة مستطيلة الشكل أعلاها قوس دائري، بداخل المبنى تتنوزع الغرف على جوانب ممر رفيع يتوسط المبنى ونهايته يوجد فيها نافذتان.

## الترميم
في عام 2016، قامت الهيئة العامة للسياحة والتراث الوطني بالمملكة العربية السعودية بترميم المنطقة التاريخية في مدينة أملج بأكلمها شاملة السوق القديم و مبنى الإمارة و مسجد أبو جبل و سوق الخضار التراثي و مبنى المالية التاريخي.